# Żółtko

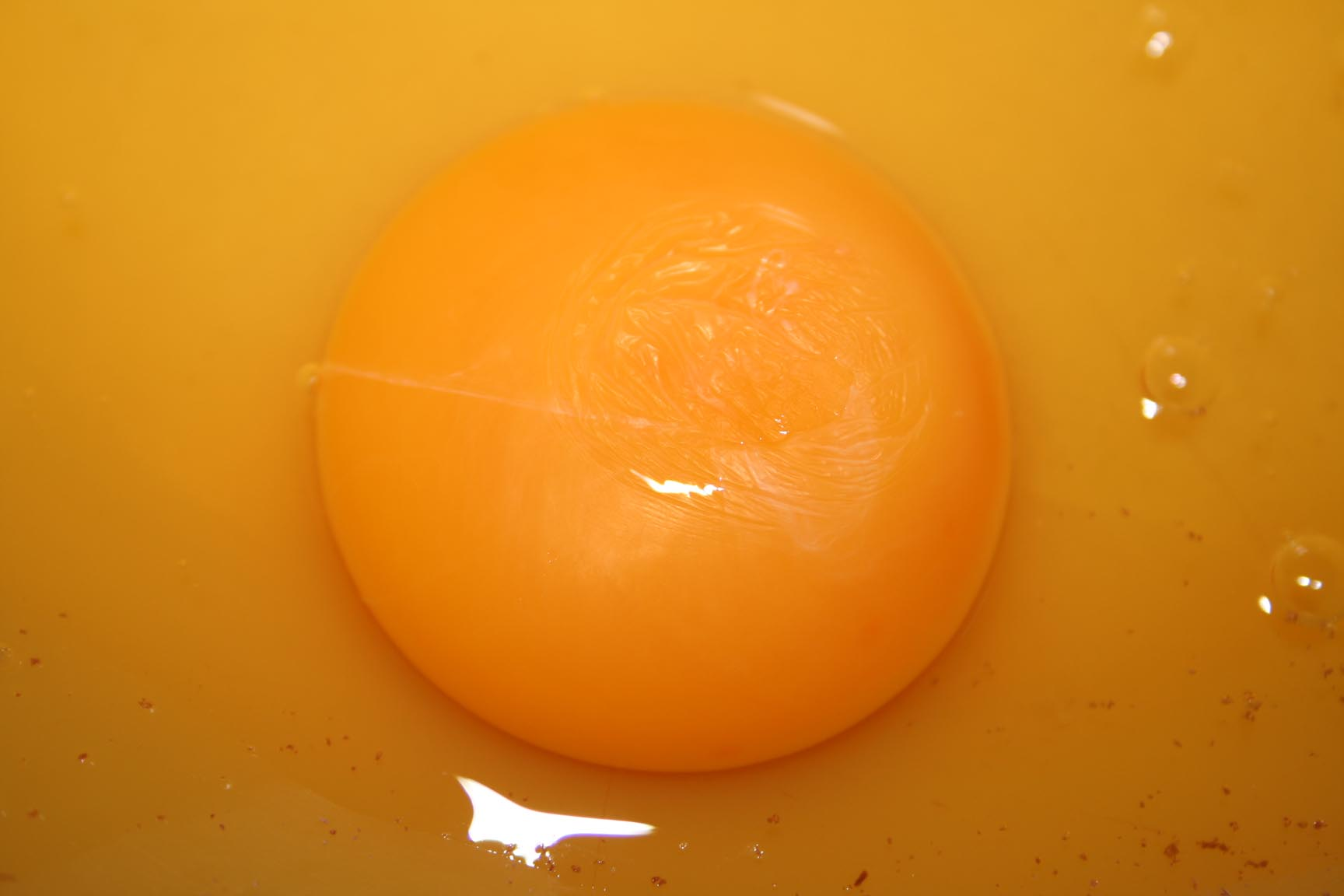
Żółtko jaja kurzego

Żółtko, deutoplazma – substancja zapasowa w komórce jajowej, stanowiąca materiał budulcowy i odżywczy dla rozwijającego się zarodka. Jest lepkim, gęstym płynem z zawieszonymi, mikroskopowej wielkości, ziarenkami, płytkami lub kulkami. Składa się m.in. z: białek (witellogenin), węglowodanów (głównie glikogenu), lipidów (głównie fosfolipidów, np. lecytyny), soli mineralnych oraz niektórych witamin. Powstaje w procesie witelogenezy.
Żółtko u różnych grup zwierząt różni się składem chemicznym, barwą (np. u ptaków jest żółte – stąd nazwa), wielkością (u ptaków duże, u ssaków natomiast bardzo małe) oraz rozmieszczeniem.
Głównym składnikiem żółtek jest lecytyna należąca do fosfolipidów. Organizmy zasobne w żółtko zwane są polilecytalnymi. Są to głównie owady, gady, ptaki. Ssaki łożyskowe są oligolecytalne. Ilość żółtka i sposób jego rozmieszczenia w komórce ma wpływ na bruzdkowanie. Zawieszone ono jest w jaju za pomocą chalaz stanowiących elastyczne, białkowe skrętki, a samo żółtko jest otoczone błoną witelinową. Na kulce żółtka rozwija się zarodek. Embrion po spożytkowaniu całego pokarmu zawartego w żółtku wypełnia całe wnętrze jaja.